# Norbert Dürpisch

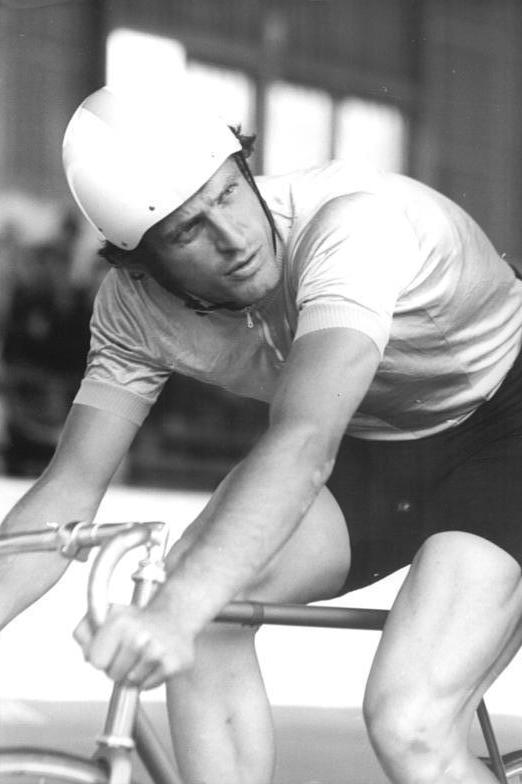
Norbert Dürpisch bei den DDR-Bahnmeisterschaften 1977

Norbert Dürpisch (* 29. Mai 1952 in Genthin) ist ein ehemaliger deutscher Radrennfahrer und zweifacher Weltmeister.

## Sportliche Laufbahn
Norbert Dürpisch begann mit dem Radsport in seinem Heimatort bei der „BSG Einheit Genthin“ und wurde von dort im Herbst 1968 zum Armeesportklub Vorwärts Frankfurt (Oder) delegiert. Später stieg er bis zum Leutnant der Nationalen Volksarmee auf. 1967 gewann er seinen ersten Meistertitel; er wurde DDR-Meister im Straßenrennen der Klasse Jugend B. Bei der Spartakiade 1970 startete er in fünf Wettbewerben. Zunächst fuhr er auf Straße – etwa Etappenrennen in Algerien – und Bahn, nach einem fünften Platz bei der Bahn-WM 1973 in der Mannschaftsverfolgung entschied er sich endgültig dafür, seinen Schwerpunkt auf Einer- und die Mannschaftsverfolgung zu legen.
1975 errang Dürpisch mit Klaus-Jürgen Grünke, Thomas Huschke und Uwe Unterwalder Bronze bei der Weltmeisterschaft in der Mannschaftsverfolgung. 1976 und 1977 gewann er die legendären 1001 Runde auf der Berliner Winterbahn jeweils mit Dieter Stein vom TSC Berlin. 1977 wurde er in San Cristobal in beiden Disziplinen Weltmeister, in der Mannschaft gemeinsam mit Volker Winkler, Gerald Mortag und Matthias Wiegand. Zweimal – 1976 und 1977 – wurde er DDR-Meister in der Einerverfolgung; einmal in der Mannschaftsverfolgung sowie im Jahr 1976 Zweiter der DDR-Steher-Meisterschaft; mehrfach belegte er Podiumsplätze. 1978 gewann er zudem die Thüringen-Rundfahrt. Bei der Bahn-WM im selben Jahr wurde er bei dem ersten Doping-Test auf Anabolika positiv getestet und disqualifiziert.
1976 startete Dürpisch bei den Olympischen Spielen in Montréal in der Mannschaftsverfolgung (mit Huschke, Unterwalder und Wiegand); der Bahn-Vierer belegte Platz 4.
Auch im Straßenradsport war Dürpisch erfolgreich. 1973 siegte er im Eintagesrennen Berlin–Angermünde–Berlin, 1979 gewann er eine Etappe in der Oder-Rundfahrt, 1975 hatte er dort zwei Etappen gewonnen.

## Berufliches
Dürpisch hat eine Ausbildung zum Elektromonteur absolviert. Nach Beendigung seiner aktiven Radsport-Laufbahn war Dürpisch als Trainer tätig und betreute u. a. den fünffachen Gewinner der Friedensfahrt Steffen Wesemann.